# Лебедева, Октябрина Гансовна
Лебедева Октябрина Гансовна (1923—2011) — советский архитектор.

## Биография
Октябрина Лебедева родилась 9 ноября 1923 года в Москве. Имя «Октябрина» получила в связи с тем, что день её рождения почти совпадал с годовщиной Октябрьской революции.
В возрасте 18 лет отправилась в Ташкент, поступать в находившийся там в эвакуации Московский архитектурный институт. В военные годы часто бывала в госпиталях, где читала письма раненым бойцам, выступала перед ними на концертах как одна, так и в дуэте со своей подругой, будущей народной артисткой СССР Ириной Архиповой. После возвращения института из эвакуации продолжила обучение в Москве. В 1948 году окончила МАРХИ, защитив диплом на тему «Вокзал железнодорожный в Сочи» (руководитель Ю. Н. Емельянов).
С 1947 по 1953 год работала в архитектурно-художественном бюро Минтрансмаша, где разработала интерьеры более чем для десяти волжских и днепровских теплоходов. В 1952 году вступила в Союз архитекторов СССР. С 1954 года работала в институте «Моспроект-1», в мастерской № 11. Руководителем мастерской № 11 был М. И. Синявский, которого позднее сменил П. П. Зиновьев. Сперва О. Г. Лебедева занимала должность архитектора, а затем — главного архитектора проектов. В «Моспроекте-1» она проработала более 35 лет, выйдя на пенсию в 1987 году.
В 1957—1968 годах разрабатывала проекты детальной планировки районов Нагатино, Кожухово и Нагатинской поймы. Октябрина Лебедева вместе с Бэллой Этчин в 1961—1962 годах смогла в жарких спорах отстоять осуществлённый в итоге вариант спрямления русла Москвы-реки и прокладки через него автотрассы с линией метро. За эту работу О. Г. Лебедева была награждена медалью «За трудовое отличие». В 1964—1971 годах она принимала участие в реконструкции ДК ЗИЛ. В 1968—1973 годах принимала участие в застройке Пролетарского проспекта. В 1967—1987 годах спроектировала и построила комплекс НИИТ Автопрома на проспекте Андропова (в соавторстве с П. П. Зиновьевым и Б. А. Этчин). В 1979—1987 годах выполнила проект планировки и застройки микрорайонов в Орехове-Борисове.
Принимала участие в архитектурных конкурсах. В 1950—1951 годах вместе с Г. Г. Лебедевым выполнила конкурсный проект памятника Освобождению Белоруссии в Минске (приобретён Президиумом Верховного Совета БССР). В 1964 году в составе группы выполнила заказной проект Главного архитектурного управления — экспериментальный квартал на 6 тысяч жителей на Юго-Западе Москвы. В 1971 году в составе группы выполнила заказной проект Госстроя РСФСР — двухэтажный дом по улице Лобанова (диплом третьей степени).
С 1950-х годов Октябрина Лебедева на протяжении нескольких десятилетий была участником самодеятельных ансамблей «Кохинор» и «Рейсшинка» Центрального дома архитектора в Москве. Название коллективов происходило от карандашей «Кохинор» чешского предприятия Koh-i-Noor Hardtmuth и инструмента рейсшина, с которыми работали архитекторы. Принимала участие в ежегодных концертах из цикла «Романсы на стихи Пушкина, написанные при его жизни», проводимых Домом-музеем А. С. Пушкина. Вела вокальный кружок при Моспроекте-1. Именно в этой области Лебедева получила почётное звание заслуженный работник культуры Российской Федерации. А «За создание во второй половине XX века уникального музыкально-сатирического ансамбля „Кохинор и Рейсшинка“, явившегося результатом неординарной любви служителей Архитектуры к Музыке», в числе ряда работников — Игоря Покровского, Александра Хейфеца, Риммы Алдониной, Юрия Соколова и Вячеслава Кувырдина, Лебедева стала в 2001 году первым лауреатом премии фонда Ирины Архиповой. Последний раз она выходила на сцену Дома архитектора в 2007 году.
Умерла 7 мая 2011 года в Москве. Похоронена на Введенском кладбище.
Муж — архитектор Георгий Георгиевич Лебедев (1918—2012), в семье было трое детей.